# Boeing XB-38 Flying Fortress
Il Boeing XB-38 Flying Fortress era un bombardiere strategico quadrimotore realizzato dall'azienda statunitense Boeing negli anni quaranta rimasto allo stadio di prototipo.
Derivato direttamente dal B-17 Flying Fortress si distingueva dal suo predecessore principalmente per l'adozione di una diversa tipologia di propulsori, quattro 12 cilindri a V raffreddati a liquido in luogo dei radiali adottati dal progetto originale.

## Storia

### Sviluppo
Nel 1942, venne intrapresa una collaborazione tra la Boeing e la Vega Aircraft Company, una sussidiaria della Lockheed Corporation, intesa a realizzare una variante del bombardiere Boeing B-17 Flying Fortress dotata di migliori prestazioni e che potesse supplire all'eventuale carenza di disponibilità dei motori radiali Wright R-1820, originariamente adottati, nella produzione in serie dello stesso.
L'XB-38 è il risultato di questo progetto realizzato con lo scopo di valutare l'opportunità di equipaggiare i B-17 con gli Allison V-1710, dei 12 cilindri a V raffreddati a liquido dotati di sovralimentazione tramite turbocompressore. Partendo da una cellula di un Flying Fortress il completamento delle modifiche necessitò meno di un anno ed il prototipo venne portato in volo per la prima volta il 19 maggio 1943.
L'XB-38 dimostrò di essere in grado di raggiungere una velocità leggermente superiore rispetto al B-17, ma dopo solo un paio di voli fu costretto a terra a causa di problemi occorsi agli impianti di scarico dei motori. Una volta risolto il problema le prove continuarono per altri successivi 8 voli fino al 16 giugno dello stesso anno quando, durante l'ultimo volo, il motore numero 3, quello interno sulla semiala destra, accusò problemi di malfunzionamento incendiandosi costringendo l'equipaggio a lanciarsi con il paracadute. L'esemplare rimase distrutto ed il programma di sviluppo cancellato anche a causa della necessità di utilizzare i motori V-1710 su progetti di aerei da caccia tra cui P-38 Lightning, P-39 Airacobra, P-40 Warhawk, P-51A Mustang e P-63 Kingcobra.

## Utilizzatori
Stati Uniti
- United States Army Air Forces